# أوقست هانسن
أوقست هانسن (بالنرويجية: August Hansen‏) (و. 1842 – 1915 م) هو محامي وسياسي من النرويج، توفي عن عمر يناهز 73 عاماً.

## مناصب
تولى منصب عمدة هالدن (1890–1915)، وعضو برلمان النرويج ‏.

## جوائز
حصل على جوائز منها:
- وسام القديس أولاف.[3]